# Tesla řada B5

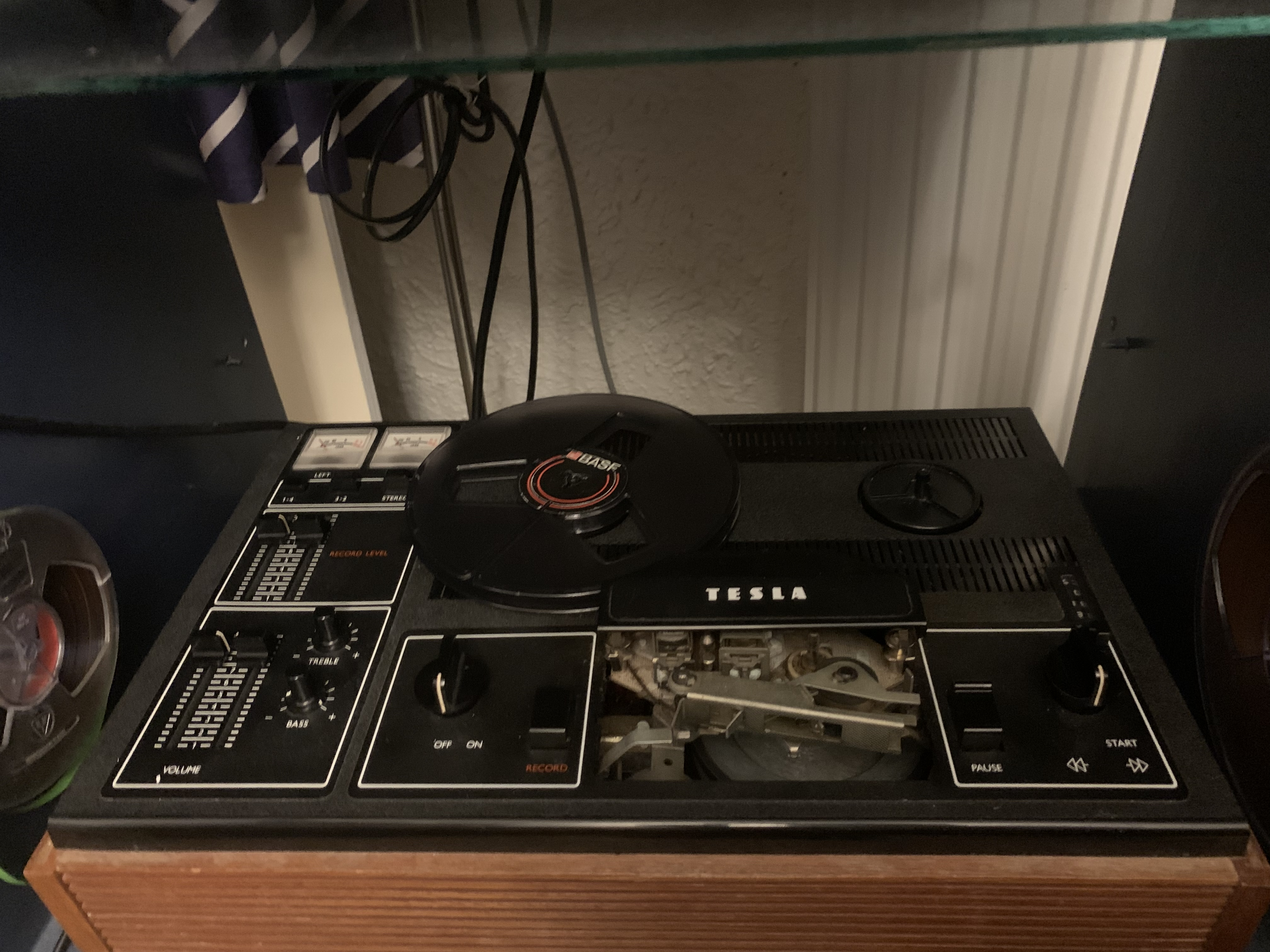
Tesla B101, nejnovější typ řady B5

Tesla B5 byla řada magnetofonů, která je ikonická různými chybami (např. nadměrné přehřívání motoru a nefunkčnost ve svislé poloze)[zdroj?] oproti Tesla B4. Patřil do ní Tesla B5, B54, B56, B57, B58, B588, B100 a B101. V době prodeje byla tato řada levnější než B4.[zdroj?]

## Tesla B100 Stereo
Tesla B100 je stereofonní jednorychlostní (9,53 cm/s) kotoučový magnetofon vyráběný firmou Tesla v letech 1973-1975

## Tesla B101 Stereo

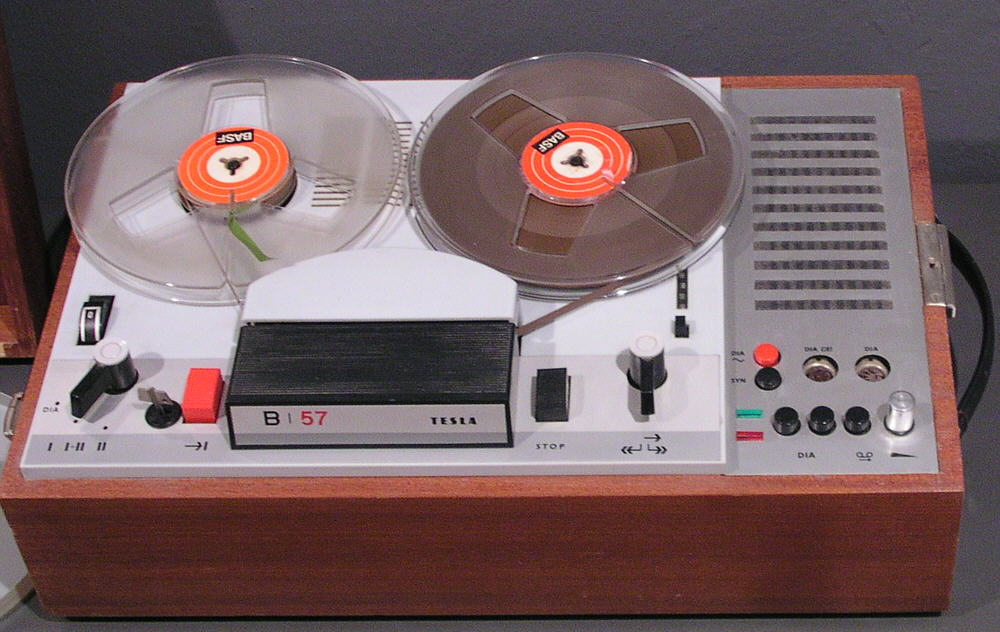
Magnetofon Tesla B57 určený pro školy

Tesla B101 je stereofonní jednorychlostní (9,53 cm/s) kotoučový magnetofon vyráběný firmou Tesla v letech 1979-1983